# غار کلدر

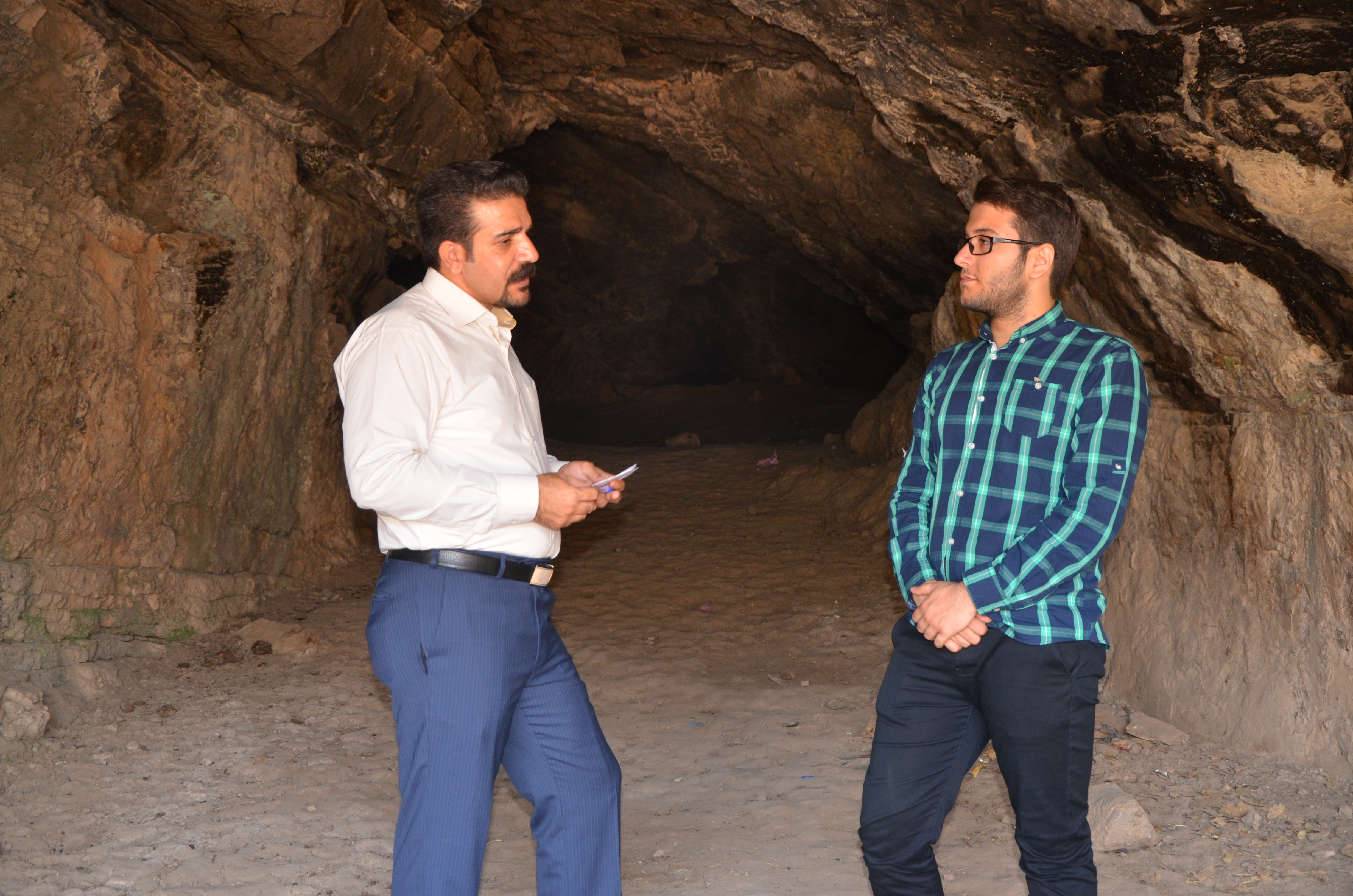
نمای درون غار کلدر. نفر سمت چپ، بهروز بازگیر باستان‌شناس و سرپرست هیئت کاوش این غار است و شخص سمت راستِ تصویر، مهرداد دهقانی، روزنامه‌نگار است

غار کَلدَر لرستان یکی از محوطه‌های کلیدی دوران پارینه سنگی میانه و جدید در ایران و غرب قاره آسیا است و دهستان های اطراف این روستا  به زبان [مینجایی] سخن می گویند که در حاشیه غار و دره کلدر قرار دارند.این غار در طی سه فصل توسط یک تیم بین‌المللی به سرپرستی دکتر بهروز بازگیر مورد کاوش باستان شناختی قرار گرفته است. نتایج این کاوش‌ها در معتبرترین مجلات جهانی منتشر گردیده است)Bazgir et al. 2014,Bazgir et al 2017 , Bazgir
et al 2022). غار کلدر قدیمی‌ترین محوطه دوران پارینه سنگی جدید در ایران است. شواهد به دست آمده از این سایت ایران را در زمره نخستین زادگاه‌های انسان‌های هوشمندی Homo_Sapiens قرار داد که توانسته‌اند برای نخستین بار به قاره اروپا مهاجرت کنند. تا پیش از کشفیات غار کلدر، محوطه‌های منوت و کسار اکیل (با قدمتی بین ۴۸ تا ۴۹ هزار سال پیش) منطقه شامات به عنوان نخستین خاستگاه و اجداد اولیه انسان‌های هوشمند قاره اروپا تلقی می‌گردید، اما تاریخ‌نگاری به دست آمده از لایه‌های مربوط به دوران پارینه سنگی جدید غار کلدر با قدمتی بیش از ۵۴ هزار سال این معادله و تئوری باستان شناسان را تغییر داد.نتایج کاوش‌های باستان‌شناسی غار کلدر نشان داد که در موج دوم مهاجرت انسان‌های هوشمند که نهایتاً منجر به ورود این گونه انسان به قاره اروپا گردید، غار کلدر دارای قدیمی‌ترین شواهد فرهنگی می‌باشد. در فصل سوم کاوش‌های باستان شناختی این غار بخشی از لایه‌های مربوط به دوران پارینه سنگی میانه نیز تاریخ‌نگاری گردید که قدمتی ۶۳ هزار ساله را نشان داد.
غار کلدر در شهرستان خرم‌آباد، بخش مرکزی، دهستان رباط نمکی، روستای قلعه‌سنگی واقع شده. این اثر در تاریخ ۲۸ اسفند ۱۳۸۵ با شمارهٔ ثبت ۱۸۷۹۶ به‌عنوان یکی از آثار ملی ایران به ثبت رسیده است.

## ویژگی و اهمیت کشف غار کلدر
. روابط عمومی اداره کل میراث فرهنگی، صنایع دستی و گردشگری استان لرستان گفت: 
«یافته‌های غار کلدر می‌تواند بخشی از حلقه مفقوده زنجیره تکامل بشر و مسیرهای مهاجرتی انسان‌های هوشمند از قاره آفریقا به آسیا، جنوب غرب آسیا، منطقه اوراسیا و نهایتاً رسیدن اولین گونه‌ها به قاره اروپا را پوشش داده و به عنوان یک کشف مهم در مطالعات پارینه سنگی دنیا قلمداد شود.»

## کاوش‌ها

### فصل اول
فصل اول کاوش در غار کلدر توسط یک هیئت بین‌المللی در سال ۱۳۸۹ انجام شده است.

### فصل دوم
فصل دوم کاوش این غار تاریخی در سال ۱۳۹۳ توسط یک هیئت مشترک بین‌المللی انجام گرفته است.

### فصل سوم
با توجه به اهمیت قدمت شواهد فرهنگی از انسان هوشمند در این غار برای اولین بار در غرب آسیا و ایران، فصل سوم کاوش غار کلدر با هدف انجام تاریخ‌نگاری لایه‌های دوران پارینه سنگی میانه و درک بیشتر فرایند گذار از این دو دوره فرهنگی در مهرماه ۱۳۹۸ صورت پذیرفت.
تاریخنگاری جدید برای مهاجرت انسان خردمند ازآسیابه اروپا و پیشتازی ایران از منطقه شامات.
ـتاریخنگاری نوین برای پارینه سنگی جدید ایران (تا قبل از کاوش‌های غار کلدر پارینه سنگی جدید ایران حدوداً از ۴۰هزار سال پیش آغاز می‌شد.

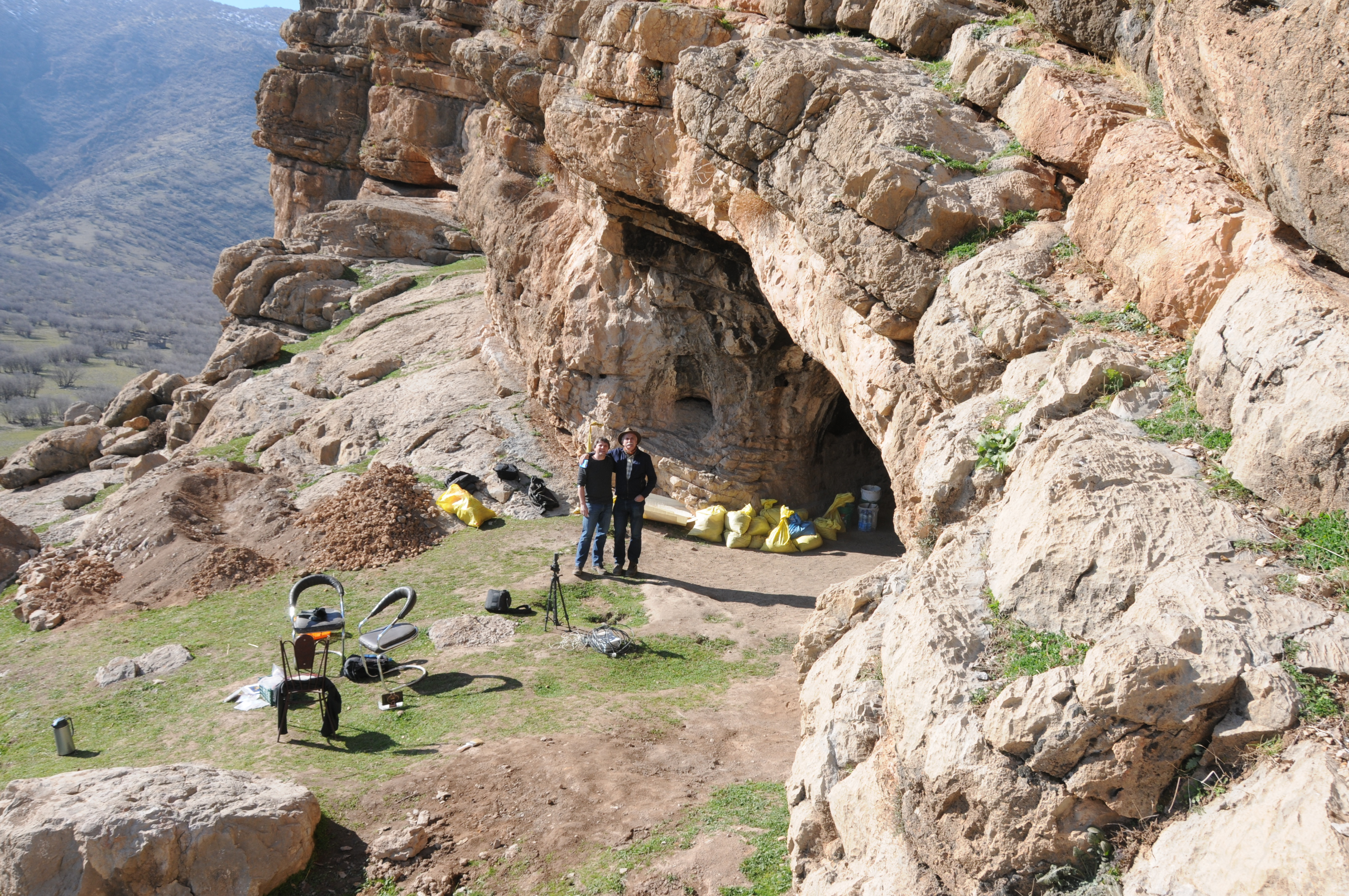
نمایی از غار کلدر و دو نفر از باستان‌شناسان هیئت کاوش ایرانی-اسپانیایی

## مستند
تیم کاوش باستان شناختی غار کلدر به رهبری ریاست کاوشهای بین‌المللی این محوطه کلیدی، در حال رایزنی و به دنبال بهترین کاندید برای کارگردانی، تولید و ساخت یک مجموعه مستند علمی_پژوهشی که بتواند به درستی جایگاه این محوطه را در مطالعات پارینه سنگی جدید و مبحث پراکنش و مهاجرت انسانهای Homo_Sapiens (انسان هوشمند/انسان خردمند) از قاره آفریقا به قاره آسیا، منطقه اوراسیا و متعاقباً ورود اولین گروه‌های این گونه انسانی به قاره اروپا را به تصویر بکشد می‌باشد.
https://irannewspaper.ir/8177/19/16624

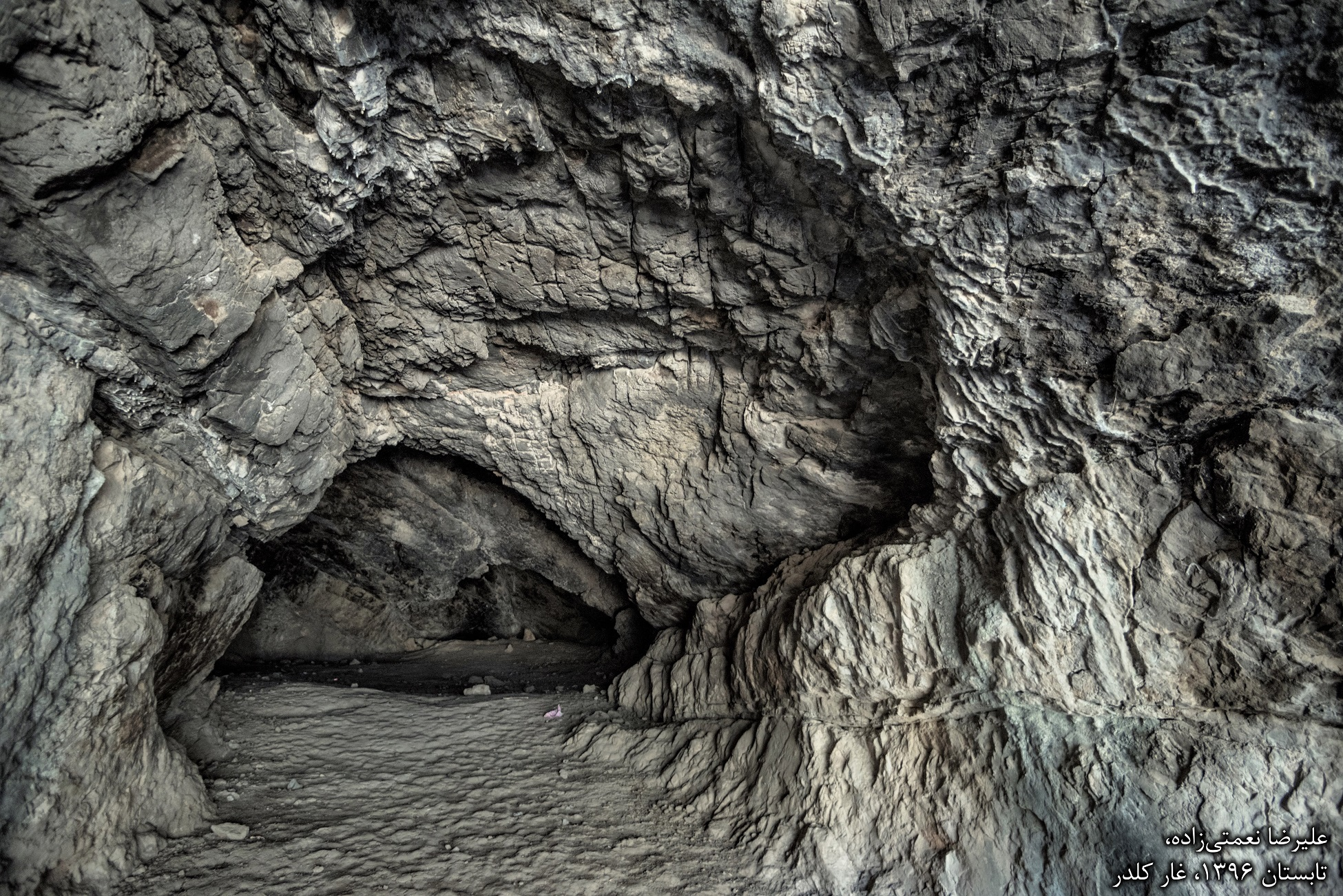
نمای غار کلدر. عکاس: علیرضا نعمتی زاده